# Dick Miller
Richard Miller, detto Dick (New York, 25 dicembre 1928 – Los Angeles, 30 gennaio 2019), è stato un attore statunitense.

## Biografia

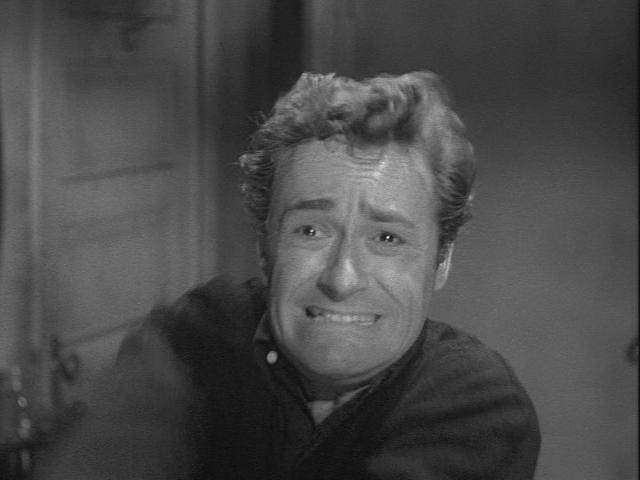
Dick Miller in Un secchio di sangue (1959).

Miller nacque nel Bronx a New York e frequentò il City College di New York e la Columbia University e all'Università di New York, divenendo psicologo. Servì nella Marina degli Stati Uniti per alcuni anni e divenne un pugile della categoria pesi medi. Si esibì a Broadway e lavorò anche presso il Bellevue Hospital e presso il reparto psichiatrico del Queens General Hospital. Nel 1952 si trasferì in California in cerca di lavoro come sceneggiatore.
Recitò in oltre 180 film, in particolare per la regia di Roger Corman, e successivamente in film di registi che iniziarono la loro carriera con film prodotti dallo stesso Corman, tra cui James Cameron, Joe Dante e Martin Scorsese; in particolar modo, è apparso in ogni singolo film di Joe Dante. I suoi ruoli principali sono stati quelli nei film Un secchio di sangue (1959), La piccola bottega degli orrori (1960), La vergine di cera (1963), Piraña (1978), L'ululato (1981), Gremlins (1984), Gremlins 2 - La nuova stirpe (1990) e Small Soldiers (1998). Prese parte anche a Pulp Fiction, nel ruolo di Mostro Joe, ma la sua scena fu tagliata a causa della lunghezza del film. Apparve inoltre in diverse serie televisive dagli anni cinquanta agli anni duemila.
"Walter Paisley" è il nome di diversi personaggi interpretati da Miller, che dichiarò: "Ho interpretato Walter Paisley cinque volte, credo". Al 2011, il nome del personaggio è apparso sette volte su pellicola, con Miller che lo ha interpretato sei volte.

## Filmografia

### Cinema
- La meticcia di fuoco (Apache Woman), regia di Roger Corman (1955)
- La pantera del West (The Oklahoma Woman), regia di Roger Corman (1956)
- Il mercenario della morte (Gunslinger), regia di Roger Corman (1956)
- Il conquistatore del mondo (It Conquered the World), regia di Roger Corman (1956)
- Paradiso nudo (Naked Paradise), regia di Roger Corman (1957)
- Carnevale rock (Carnival Rock), regia di Roger Corman (1957)
- Il vampiro del pianeta rosso (Not of This Earth), regia di Roger Corman (1957)
- La sopravvissuta (The Undead), regia di Roger Corman (1957)
- Rock tutta la notte (Rock All Night), regia di Roger Corman (1957)
- La ragazza del gruppo (Sorority Girl), regia di Roger Corman (1957)
- Guerra dei satelliti (War of the Satellites), regia di Roger Corman (1958)
- Un secchio di sangue (A Bucket of Blood), regia di Roger Corman (1959)
- La piccola bottega degli orrori (The Little Shop of Horrors), regia di Roger Corman (1960)
- Atlas, il trionfatore di Atene (Atlas), regia di Roger Corman (1961)
- Capture That Capsule, regia di Will Zens (1961)
- Sepolto vivo (Premature Burial), regia di Roger Corman (1962)
- La vergine di cera (The Terror), regia di Roger Corman (1963)
- L'uomo dagli occhi a raggi X (X: The Man with the X-ray Eyes), regia di Roger Corman (1963)
- The Girls on the Beach, regia di William Witney (1965)
- Ski Party, regia di Alan Rafkin (1965)
- Beach Ball, regia di Lennie Weinrib (1965)
- Wild Wild Winter, regia di Lennie Weinrib (1966)
- I selvaggi (The Wild Angels), regia di Roger Corman (1966)
- Quella sporca dozzina (The Dirty Dozen), regia di Robert Aldrich (1967)
- Il massacro del giorno di San Valentino, regia di Roger Corman (1967)
- Assalto finale (A Time for Killing), regia di Phil Karlson e Roger Corman (1967)
- Il serpente di fuoco (The Trip), regia di Roger Corman (1967)
- Killico, il pilota nero (The Wild Racers), regia di Daniel Haller e Roger Corman (1968)
- Quando muore una stella (The Legend of Lylah Clare), regia di Robert Aldrich (1968)
- Night Call Nurses, regia di Jonathan Kaplan (1972)
- The Young Nurses, regia di Clint Kimbrough (1973)
- Il racket del sesso (Fly Me), regia di Cirio H. Santiago (1973)
- The Student Teachers, regia di Jonathan Kaplan (1973)
- Slam! Colpo forte (The Slams), regia di Jonathan Kaplan (1973)
- Azione esecutiva (Executive Action), regia di David Miller (1973)
- È tempo di uccidere detective Treck (Truck Turner), regia di Jonathan Kaplan (1974)
- Le pornoinfermiere della clinica del sesso (Candy Stripe Nurses), regia di Alan Holleb (1974)
- Le ragazze pon pon si scatenano (Summer School Teachers), regia di Barbara Peeters (1974)
- Quella sporca ultima notte (Capone), regia di Steve Carver (1975)
- Crazy Mama, regia di Jonathan Demme (1975)
- Violenza sull'autostrada (White Line Fever), regia di Jonathan Kaplan (1975)
- Darktown Strutters, regia di William Witney (1975)
- Hollywood Boulevard, regia di Allan Arkush e Joe Dante (1976)
- Cannoball (Cannonball!), regia di Paul Bartel (1976)
- La polizia li vuole morti (Moving Violation), regia di Charles S. Dubin (1976)
- Squadra d'assalto antirapina (Vigilante Force), regia di George Armitage (1976)
- Mister Miliardo (Mr Billion), regia di Jonathan Kaplan (1977)
- New York, New York, regia di Martin Scorsese (1977)
- Game Show Models, regia di David N. Gottlieb (1977)
- Starhops, regia di Barbara Peeters (1978)
- 1964 - Allarme a N.Y. arrivano i Beatles! (I Wanna Hold Your Hand), regia di Robert Zemeckis (1978)
- L'estate della Corvette (Corvette Summer), regia di Matthew Robbins (1978)
- Piraña (Piranha), regia di Joe Dante (1978)
- The Lady in Red, regia di Lewis Teague (1979)
- Rock 'n' Roll High School, regia di Allan Arkush (1979)
- 1941 - Allarme a Hollywood (1941), regia di Steven Spielberg (1979)
- Giarrettiera tutta matta (The Happy Hooker Goes Hollywood), regia di Alan Roberts (1980)
- La fantastica sfida (Used Cars) , regia di Robert Zemeckis (1980)
- L'ululato (The Howling), regia di Joe Dante (1981)
- Il ragazzo e il poliziotto (Smokey Bites the Dust), regia di Charles B. Griffith (1981)
- Heartbeeps, regia di Allan Arkush (1981)
- Cane bianco (White Dog), regia di Samuel Fuller (1982)
- Vortex, regia di Beth B e Scott B (1982)
- The Aftermath, regia di Steve Barkett (1982)
- Dragster: vivere a 300 all'ora (Heart Like a Wheel), regia di Jonathan Kaplan (1983)
- Prigionieri di Anthony, episodio di Ai confini della realtà, regia di Joe Dante (1983)
- Space Raiders, regia di Howard R. Cohen (1983)
- Flippaut (Get Crazy), regia di Allan Arkush (1983)
- Il ribelle (All the Right Moves), regia di Michael Chapman (1983)
- Gremlins (Gremlins), regia di Joe Dante (1984)
- Terminator (The Terminator), regia di James Cameron (1984)
- Explorers (Explorers), regia di Joe Dante (1985)
- Omicidio in 35mm (Lies), regia di Jim Wheat e Ken Wheat (1985)
- Fuori orario (After Hours), regia di Martin Scorsese (1985)
- Supermarket horror (Chopping Mall), regia di Jim Wynorski (1986)
- Dimensione terrore (Night of the Creeps), regia di Fred Dekker (1986)
- Risposta armata (Armed Response), regia di Fred Olen Ray (1986)
- Fuga dal futuro - Danger Zone (Project X), regia di Jonathan Kaplan (1987)
- Salto nel buio (Innerspace), regia di Joe Dante (1987)
- French Ventriloquist's Dummy, episodio di Donne amazzoni sulla Luna (Amazon Women on the Moon), regia di Joe Dante (1987)
- Sbirri oltre la vita (Dead Heat), regia di Mark Goldblatt (1988)
- L'erba del vicino (The 'burbs), regia di Joe Dante (1989)
- Under the Boardwalk, regia di Fritz Kiersch (1989)
- Lontano da casa (Far from Home), regia di Meiert Avis (1989)
- Ghost Writer, regia di Meiert Avis (1989)
- Angel Killer III - Ultima sfida (Angel III: The Final Chapter), regia di Tom DeSimone (1990)
- Gremlins 2 - La nuova stirpe (Gremlins 2: The New Batch), regia di Joe Dante (1990)
- Mob Boss, regia di Fred Olen Ray (1990)
- Motorama, regia di Joseph Minion (1991)
- Flash III: Deadly Nightshade, regia di Bruce Bilson (1992)
- Body Waves, regia di P.J. Pesce (1992)
- Vittima di un incubo (Quake), regia di Louis Morneau (1992)
- Abuso di potere (Unlawful Entry), regia di Jonathan Kaplan (1992)
- Evil Toons - Non entrate in quella casa... (Evil Toons), regia di Fred Olen Ray (1992)
- Amityville 1992, regia di Tony Randel (1992)
- Matinee (Matinee), regia di Joe Dante (1993)
- Mona Must Die, regia di Donald Reiker (1994)
- Number One Fan, regia di Jane Simpson (1995)
- Il cavaliere del male (Tales from the Crypt: Demon Knight), regia di Gilbert Adler e Ernest R. Dickerson (1995)
- La seconda guerra civile americana (The Second Civil War), regia di Joe Dante (1997)
- Small Soldiers (Small Soldiers), regia di Joe Dante (1998)
- Route 666, regia di William Wesley (2001)
- Looney Tunes: Back in Action (Looney Tunes: Back in Action), regia di Joe Dante (2003)
- Trail of the Screaming Forehead, regia di Larry Blamire (2007)
- The Hole (The Hole), regia di Joe Dante (2009)
- Sotterrando la mia ex (Burying the Ex), regia di Joe Dante (2014)

### Televisione
- The Gale Storm Show – serie TV, episodi 2x15-3x06 (1957-1958)
- Avventure in elicottero (Whirlybirds) – serie TV, episodio 2x07 (1958)
- Il tenente Ballinger (M Squad) – serie TV, episodio 1x27 (1958)
- Dragnet – serie TV, episodio 7x35 (1958)
- Gli intoccabili (The Untouchables) – serie TV, episodio 1x06 (1959)
- The Fat Man: The Thirty-Two Friends of Gina Lardelli, regia di Joseph H. Lewis – film TV (1959)
- The Roaring 20's – serie TV, episodio 1x23 (1961)
- The Lawless Years – serie TV, episodio 3x15 (1961)
- Our Man Higgins – serie TV, episodio 1x20 (1963)
- Bonanza – serie TV, episodio 4x25 (1963)
- Carovane verso il West (Wagon Train) – serie TV, episodio 8x06 (1964)
- Il virginiano (The Virginian) – serie TV, episodio 3x07 (1964)
- Branded – serie TV, 1 episodio (1966)
- Combat! – serie TV, 1 episodio (1966)
- Dragnet – serie TV, 1 episodio (1967)
- Mannix – serie TV, 1 episodio (1967)
- The Andersonville Trial, regia di George C. Scott – film TV (1970)
- Uno sceriffo a New York (McCloud) – serie TV, 1 episodio (1972)
- Taxi – serie TV, 2 episodi (1979–1982)
- Pepper Anderson agente speciale (Police Woman) – serie TV, 1 episodio (1974)
- Sulle strade della California (Police Story) – serie TV, 1 episodio (1975)
- Agente speciale Hunter (Hunter) – serie TV, 1 episodio (1977)
- Bolle di sapone (Soap) – serie TV, 1 episodio (1979)
- Alice – serie TV, 1 episodio (1979)
- 11th Victim, regia di Jonathan Kaplan – film TV (1979)
- General Hospital – serie TV, 1 episodio (1982)
- Quelli della pallottola spuntata (Police Squad!) – serie TV, 1 episodio (1982)
- National Lampoon's Movie Madness – serie TV (1982)
- California (Knots Landing) – serie TV, 1 episodio (1983)
- Saranno famosi (Fame) – serie TV, 26 episodi (1984–1987)
- V: The Final Battle – serie TV, 2 episodi (1984)
- W*A*L*T*E*R, regia di Bill Bixby – film TV (1984)
- Un salto nel buio (Tales from the Darkside) – serie TV, episodio 1x12 (1985)
- Storie incredibili (serie televisiva 1985) (Amazing Stories) – serie TV, 1 episodio (1986)
- Moonlighting – serie TV, 1 episodio (1987)
- Star Trek: The Next Generation – serie TV, 1 episodio (1988)
- Freddy's Nightmares – serie TV, 1 episodio (1989)
- Casalingo Superpiù (Who's the Boss?) – serie TV, 1 episodio (1990)
- Roc – serie TV, 1 episodio (1991)
- Il triangolo del peccato (The Woman Who Sinned), regia di Michael Switzer – film TV (1991)
- Gli acchiappamostri (Eerie, Indiana) – serie TV, 1 episodio (1991)
- Flash – serie TV, 6 episodi (1991)
- FBI: The Untold Stories – serie TV, 1 episodio (1992)
- Fallen Angels – serie TV, 1 episodio (1993)
- Runaway Daughters, regia di Joe Dante – film TV (1994)
- Lois & Clark - Le nuove avventure di Superman (Lois & Clark: The New Adventures of Superman) – serie TV, 1 episodio (1994)
- Donne all'attacco! (Attack of the 5 Ft. 2 Women), regia di Julie Brown e Richard Wenk – film TV (1994)
- Midnight Runaround, regia di Frank De Palma – film TV (1994)
- Shake, Rattle and Rock!, regia di Allan Arkush – film TV (1994)
- Star Trek: Deep Space Nine – serie TV, episodi 3x11-3x12 (1995)
- Weird Science – serie TV, 1 episodio (1996)
- Sister, Sister – serie TV, 1 episodio (1996)
- The Warlord: Battle for the Galaxy, regia di Joe Dante – film TV (1998)
- E.R. - Medici in prima linea (ER) – serie TV, 1 episodio (1999)
- Ragazze a Beverly Hills (Clueless) – serie TV, 1 episodio (1999)
- Cenerentola a New York (Time of Your Life) – serie TV, 1 episodio (1999)
- Così è la vita (That's Life) – serie TV, 1 episodio (2001)
- Karen Sisco – serie TV, 1 episodio (2003)
- Maximum Surge, regia di Jason Bourque – film TV (2003)
- Justice League – serie TV, 1 episodio (2005)

### Doppiatore
- Batman - La maschera del fantasma (Batman: Mask of the Phantasm) (1993)

## Doppiatori italiani
Nelle versioni in italiano delle opere in cui ha recitato, Dick Miller è stato doppiato da:
- Ferruccio Amendola in Il vampiro del pianeta rosso, L'uomo dagli occhi a raggi X
- Pino Colizzi in Mister Miliardo
- Arturo Dominici in New York, New York
- Manlio De Angelis in Piranha
- Alvise Battain in L'ululato
- Sergio Di Giulio in Gremlins
- Gianni Vagliani in Terminator
- Michele Gammino in Saranno famosi
- Michele Kalamera in Quelli della pallottola spuntata
- Ambrogio Colombo in Cane bianco
- Mario Bardella in Explorers
- Piero Tiberi in Gremlins 2 - La nuova stirpe
- Franco Chillemi in Salto nel buio
- Claudio Fattoretto in L'erba del vicino
- Sandro Sardone in Matinee
- Enzo Consoli in Evil Toons - Non entrate in quella casa...
- Giulio Platone in Il cavaliere del male
- Goffredo Matassi in La seconda guerra civile americana
- Enzo Garinei in Small Soldiers
- Vincenzo Ferro in Looney Tunes: Back in Action
- Gianni Giuliano in Burying the Ex
- Saverio Indrio in La piccola bottega degli orrori (doppiaggio tardivo)

Come doppiatore è sostituito da:
- Luigi Montini in Batman - La maschera del fantasma